# Emile Vloors

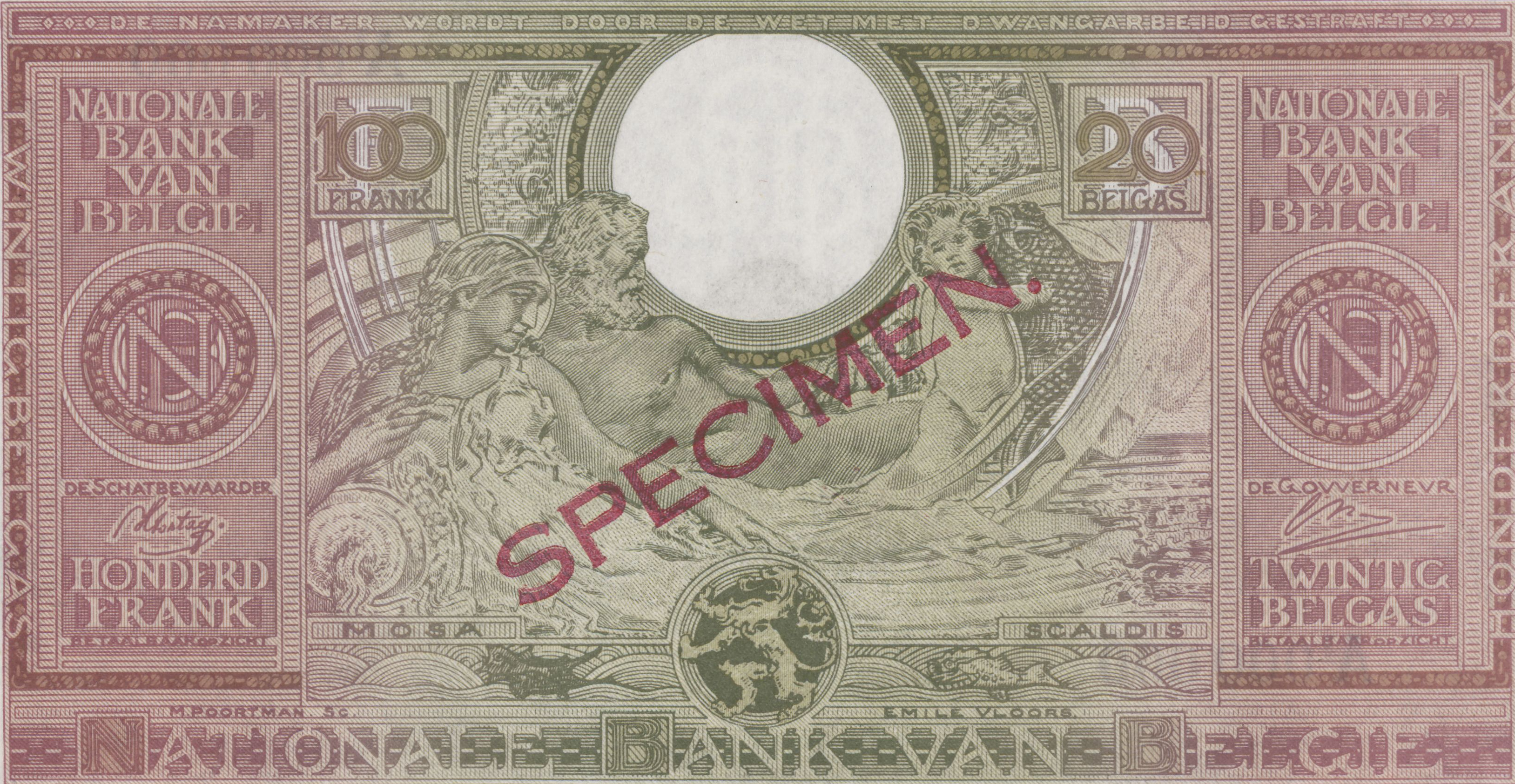
100 frank of 20 belgas, Belgisch bankbiljet ontworpen door Emile Vloors, Nationale Bank van België

Emile Vloors (Borgerhout, 31 mei 1871 - Antwerpen, 29 december 1952) was een Belgisch kunstenaar. Hij was gehuwd met Louise Laridon (1868-1943), eveneens kunstenares.

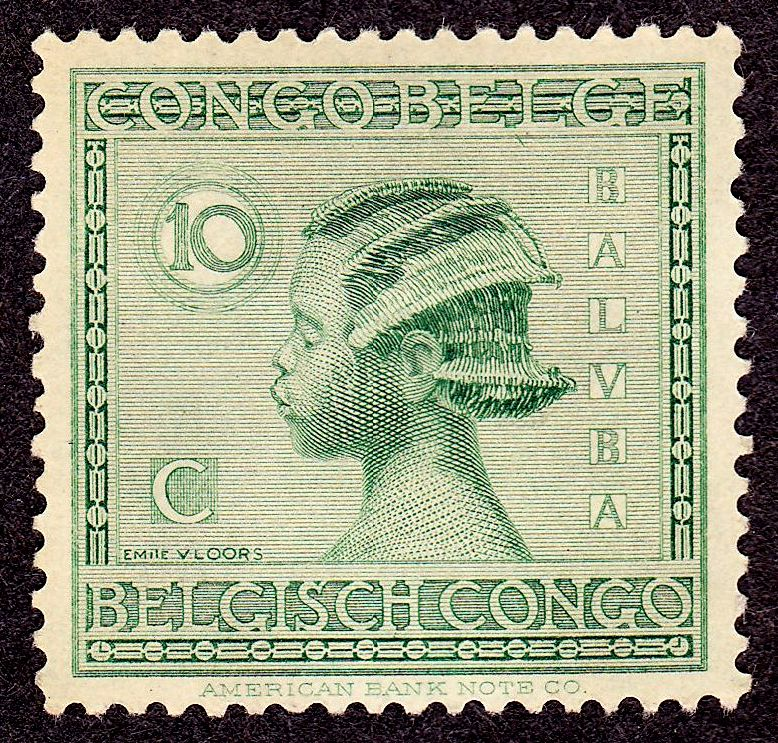
Postzegel ontworpen door Emile Vloors

In 1898 won Vloors de Prijs van Rome voor schilderkunst, waarna hij van 1900 tot 1903 in Italië verbleef. Tussen 1924 en 1936 beoefende hij het ambt van directeur van de Koninklijke Academie voor Schone Kunsten van Antwerpen. Hij had voordien al zijn verdiensten bewezen als aquarellist, beeldhouwer en schilder, na een opleiding bij onder meer Albrecht De Vriendt. Hij had ook in Parijs verbleven, waar hij in het atelier van Léon Bonnat werkte.
Vloors richtte in 1920 samen met onder andere Jean Delville, Emile Fabry, Albert Ciamberlani en Constant Montald L'art monumental op, die - tot lering en stichting van de bevolking - een decoratieve monumentale, met de architectuur verbonden kunst voorstond. Tot zijn realisaties behoren het plafond van de Koninklijke Vlaamse Opera, maar ook ontwerpen van postzegels en bankbiljetten.
Emile Vloors en zijn echtgenote werden begraven op de begraafplaats Schoonselhof in Antwerpen.